# Lobulus parietalis superior
De lobulus parietalis superior of het bovenste wandkwabje is een deel van de pariëtale kwab van de grote hersenen. De lobulus parietalis superior loopt door naar het mediale oppervlak van de grote hersenen en wordt daar de precuneus genoemd. Aan de voorzijde wordt de lobulus parietalis superior van de gyrus postcentralis begrensd door de sulcus postcentralis. Aan de onderzijde vormt de sulcus intraparietalis de grens met de lobulus parietalis inferior.

## Schorsvelden
In de hersenkaart van Brodmann ligt aan de voorzijde de area praeparietalis (area 5) en achter dit gebied de area parietalis superior (area 7).